# Масино Висконти
Масино Висконти (итал. Massino Visconti) је насеље у Италији у округу Новара, региону Пијемонт.
Према процени из 2011. у насељу је живело 959 становника. Насеље се налази на надморској висини од 453 м.

## Становништво
Према резултатима пописа становништва 2011. у општини је живело 1.111 становника.
| 1936. | 1951. | 1961. | 1971. | 1981. | 1991. | 2001. | 2011. |
| ----- | ----- | ----- | ----- | ----- | ----- | ----- | ----- |
| 983   | 921   | 856   | 824   | 968   | 967   | 1.090 | 1.111 |